# Kalasaya (Colquechaca)
Kalasaya ist eine Streusiedlung im Departamento Potosí im Hochland des südamerikanischen Andenstaates Bolivien.

## Lage im Nahraum
Kalasaya ist der zweitgrößte Ort des Cantón Colquechaca im Municipio Colquechaca in der Provinz Chayanta. Die Ortschaft liegt auf einem Bergrücken auf einer Höhe von 3254 m oberhalb des Río Guadalupe, der flussabwärts weiter zum bolivianischen Río Grande führt. Die Gebirgsregion um Kalasaya herum ist über weite Strecken menschenleer, allerdings befindet sich in Kalasaya die Bildungseinrichtung „Unidad Educativa José Ballivian de Kalasaya“.

## Geographie
Kalasaya liegt am Ostrand des bolivianischen Altiplano, zwischen der Cordillera Azanaques im Westen und dem Hauptgebirgszug der Cordillera Central im Osten. Die Vegetation ist die der Puna, das Klima ist semiarid und ein typisches Tageszeitenklima, bei dem die mittlere Temperaturschwankung im Tagesverlauf stärker ausfällt als im Verlauf der Jahreszeiten.
Die mittlere Jahresdurchschnittstemperatur der Region liegt bei 12 °C, die Monatsdurchschnittswerte schwanken zwischen knapp 9 °C im Juli und knapp 15 °C im November (siehe Klimadiagramm Pocoata). Der Jahresniederschlag beträgt nur 450 mm und fällt vor allem in den Sommermonaten, die Trockenzeit mit Monatswerten von maximal 20 mm dauert von April bis Oktober.

## Verkehrsnetz
Kalasaya liegt in einer Entfernung von 214 Straßenkilometern nördlich von Potosí, der Hauptstadt des Departamentos.
Von Potosí aus führt die Nationalstraße Ruta 1 in nordwestlicher Richtung bis Cruce Culta (früher: Ventilla) und weiter über Oruro Richtung La Paz und den Titicaca-See. In Cruce Culta zweigt eine asphaltierte Landstraße nach Norden ab und erreicht nach 38 Kilometern die Ruta 6, zwei Kilometer nördlich der Ortschaft Macha. Von Macha aus führt eine unbefestigte Landstraße nach Nordosten den Río Jachcha Kallpa aufwärts, überquert den Fluss nach acht Kilometern, und erreicht nach insgesamt 20 Kilometern das 600 Meter höher gelegene Colquechaca. Von hier aus führt eine unbefestigte Landstraße Richtung Surumi bis in eine Höhe von 4800 Metern und weiter auf einer mittleren Höhe von 4500 Metern nach 27 Kilometern zu dem Weiler Sutu Khasa und nach weiteren sieben Kilometern zu einem Abzweig in südlicher Richtung, der nach neun Kilometern Kalasaya erreicht.

## Bevölkerung
Die Einwohnerzahl der Ortschaft ist in dem Jahrzehnt zwischen den beiden letzten Volkszählungen auf mehr als das Doppelte angestiegen:
| Jahr | Einwohner         | Quelle       |
| ---- | ----------------- | ------------ |
| 1992 | keine Detaildaten | Volkszählung |
| 2001 | 224               | Volkszählung |
| 2012 | 492               | Volkszählung |
| 2024 |                   | Volkszählung |

Die Region weist einen deutlichen Anteil an Quechua-Bevölkerung auf, im Municipio Colquechaca sprechen 90 Prozent der Bevölkerung Quechua.